# Trans-African Highways

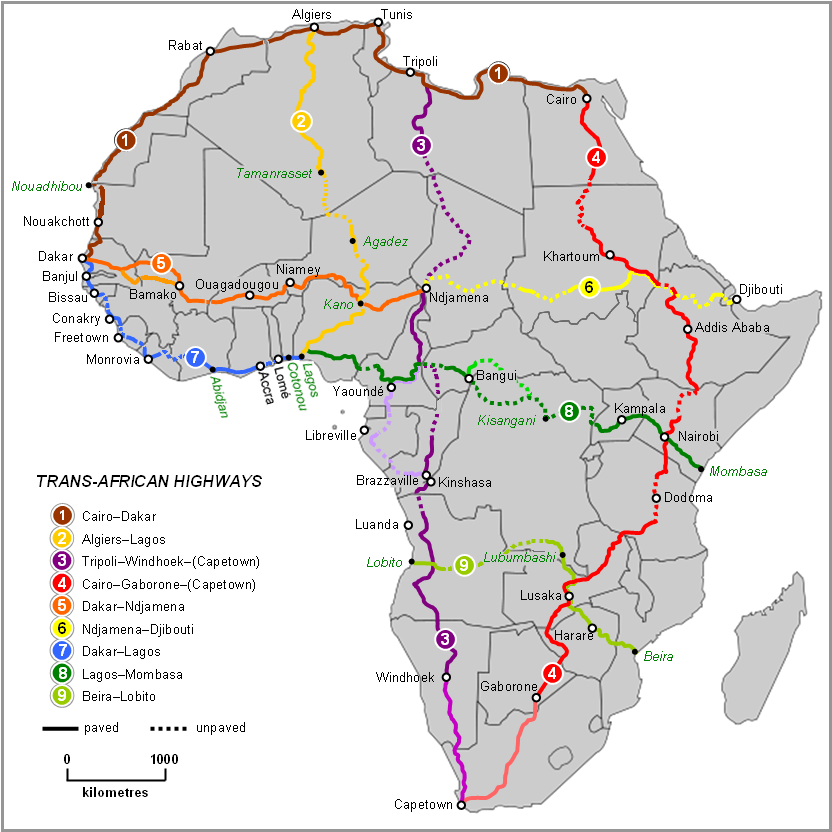
Sieć dróg transafrykańskich

Trans-African Highways – sieć dziewięciu dróg transkontynentalnych, łączących stolice oraz główne skupiska ludności i ośrodki przemysłu większości państw afrykańskich.
Budowa sieci zapoczątkowana została w 1971 roku z inicjatywy Komisji Gospodarczej Narodów Zjednoczonych ds. Afryki (UNECA), przy współudziale Afrykańskiego Banku Rozwoju oraz Organizacji Jedności Afrykańskiej (od 2002 Unii Afrykańskiej). Celem projektu było ułatwienie rozwoju i integracji gospodarczej, społecznej i politycznej Afryki.
Według wstępnych założeń sieć dróg transafrykańskich miała liczyć 59 100 km. Raport UNECA z 2011 roku wskazał, że 21% z nich pozostaje niezbudowana. W krajach śródlądowych odsetek ten wynosił 65%.

## Lista dróg
| Oznaczenie | Nr      | Trasa                           | Kraje | Długość łączna (km, 2003) | W tym utwardzona (km, 2003) |
| ---------- | ------- | ------------------------------- | --- | ------------------------- | --------------------------- |
| TAH1       | 1       | Kair – Dakar                    | Egipt, Libia, Tunezja, Algieria, Maroko, Sahara Zachodnia, Mauretania, Senegal                                       | 8636                      | 8067                        |
| TAH2       | 2       | Algier – Lagos                  | Algieria, Niger, Nigeria                                                                                             | 4504                      | 3924                        |
| TAH3       | 3       | Trypolis – Windhuk (– Kapsztad) | Libia, Czad, Kamerun, Republika Środkowoafrykańska, Kongo, Demokratyczna Republika Konga, Angola, Namibia            | 9612                      | 5941                        |
| TAH4       | 4       | Kair – Gaborone (– Kapsztad)    | Egipt, Sudan, Etiopia, Kenia, Tanzania, Zambia, Zimbabwe, Botswana                                                   | 8861                      | 7104                        |
| TAH5       | 5       | Dakar – Ndżamena                | Senegal, Mali, Burkina Faso, Niger, Nigeria, Kamerun, Czad                                                           | 4496                      | 3856                        |
| TAH6       | 6       | Ndżamena – Dżibuti              | Czad, Sudan, Etiopia, Dżibuti                                                                                        | 4219                      | 1707                        |
| TAH7       | 7       | Dakar – Lagos                   | Senegal, Gambia, Gwinea Bissau, Gwinea, Sierra Leone, Liberia, Wybrzeże Kości Słoniowej, Ghana, Togo, Benin, Nigeria | 4010                      | 3263                        |
| TAH8       | 8       | Lagos – Mombasa                 | Nigeria, Kamerun, Republika Środkowoafrykańska, Demokratyczna Republika Konga, Uganda, Kenia                         | 6259                      | 3402                        |
| TAH9       | 9       | Beira – Lobito                  | Mozambik, Zimbabwe, Zambia, Demokratyczna Republika Konga, Angola                                                    | 3523                      | 2172                        |
| Łącznie    | Łącznie | Łącznie                         | Łącznie | 54 120                    | 39 436                      |